# Vogelhof (Lauf an der Pegnitz)
Vogelhof ist ein Gemeindeteil der Stadt Lauf an der Pegnitz im Landkreis Nürnberger Land (Mittelfranken, Bayern). Vogelhof liegt in der Gemarkung Veldershof.

## Geografie
Das größtenteils von Wald umgebene Dorf befindet sich etwa zweieinhalb Kilometer nordnordwestlich des Ortszentrums von Lauf und liegt auf einer Höhe von 341 m ü. NHN. Südlich des Ortes vereinigen sich der Teufelsgraben und Ochsenpriel zum Bitterbach. Die Staatsstraße 2240 durchläuft den Ort aus dem Süden von Rudolfshof her kommend und führt in nordöstliche Richtung weiter nach Neunhof. Eine Zufahrt auf die Bundesautobahn 9 ist bei der etwa vier Kilometer südsüdöstlich gelegenen Anschlussstelle Lauf möglich.

## Geschichte
Der Ortsname geht wahrscheinlich auf den Hof eines Siedlers mit dem Familiennamen Vogel zurück.
Die vier Orte Veldershof, Kuhnhof, Seiboldshof und Vogelhof gingen aus Einzelhöfen hervor und bildeten nach 1806 die Ruralgemeinde Veldershof mit einer verhältnismäßig großen Flurgemarkung. Am 1. Juni 1927 schloss sich diese damals weniger als 100 Einwohner zählende Gemeinde der Stadt Lauf an der Pegnitz an.

## Baudenkmäler
In Vogelhof befinden sich zwei aus dem 18./19. Jahrhundert stammende Wohnstallhäuser.